# Venezuelas flagga
Venezuelas flagga är en trikolor i färgerna gult, blått och rött, med Venezuelas statsvapen och åtta stjärnor i en halvcirkel. Flaggan härrör ursprungligen från 1806 men antogs i sin nuvarande utformning officiellt 12 mars 2006. Proportionerna är 2:3.

## Symbolik
Gult står för Venezuelas rikedom, rött för blodet som utgjutits av patrioter under självständighetskampen. Gult och rött finns även i moderlandet Spaniens flagga. Blått står för havet som skiljer Venezuela från Spanien och symboliserar frihet och oberoende. Stjärnorna står för de sju provinser som undertecknade självständighetsförklaringen, samt provinsen Guayana.

## Färger
De officiella färgerna:
| Schema    | Gul                  | Blå                 | Röd                  |
| --------- | -------------------- | ------------------- | -------------------- |
| Pantone   | 116                  | 287                 | 186                  |
| RGB (hex) | 252-209-22 (#FCD116) | 0-56-147 (#003893)  | 206-17-38 (#CE1126)  |
| CMYK      | C0-M17.1-Y91.3-K0    | C100-M61.9-Y0-K42.4 | C0-M91.7-Y81.6-K19.2 |

Enligt den nuvarande tolkningen betyder färgerna:
- Gul: representerar allt guld som finns i det venezuelanska landet.
- Blå: representerar haven vid Venezuelas stränder, floderna som går igenom och himlen ovanför.
- Röd: representerar det blod som spillts för Venezuelas självständighet.

## Historik
Flaggan skapades av den sydamerikanska frihetskämpen Francisco de Miranda, men hade då inga stjärnor och ingen vapensköld, bara ett gult, ett blått och ett rött fält. Miranda använde flaggan på det fartyg som landsteg 1806 i närheten av Caracas, och även som symbol för den republik han då utropade. Flaggan fick senare sju stjärnor som representerade de sju koloniala provinserna som kämpat mot Spanien i självständighetskriget.
År 1817 bestämde Simón Bolívar att en åttonde stjärna skulle läggas till. Den symboliserade den befriade provinsen Guayana. Stjärnorna togs bort 1821. Sedan dess har antalet stjärnor varierat. En vapensköld har också lagts till.

### Dagens flagga
Den 12 mars 2006 ändrades flaggan på nytt. Ändringarna innebar att en åttonde stjärna lades till så att flaggan har lika många stjärnor som Bolivars flagga från 1817, och dessutom ändrades vapnet så att hästen nu både springer och är vänd mot vänster, istället för att som tidigare springa åt höger och titta åt vänster. President Hugo Chávez har kallat den åttonde stjärnan ”Bolívarstjärnan” efter Simon Bolívar. Liksom i flaggan från 1806 tolkas den åttonde flaggan som en symbol för provinsen Guayana, ett område som omfattar delar av det som idag är den självständiga staten Guyana. Internationellt är ändringen kontroversiell bland annat eftersom stjärnan återspeglar Venezuelas territoriella anspråk på området väster om floden Essequibo i Guyana.
Ändringarna har också lett till högljudda protester från oppositionen i Venezuela, där vissa oppositionella ser den gamla flaggan som en symbol för ett verkligt demokratiskt Venezuela, till skillnad från Chavez auktoritärt socialistiska.

### Tidigare flaggor

Venezuelas flagga 1836–1859
Venezuelas flagga 1859
Venezuelas flagga 1859–1863
Venezuelas flagga 1863–1905
Venezuelas flagga 1905–1930
Venezuelas flagga 1930–2006

## Delstaternas flaggor
Var och en av Venezuelas 23 delstater samt huvudstadsdistriktet och Dependencias Federales har egna flaggor.

Amazonas
Anzoátegui
Apure
Aragua
Barinas
Bolívar
Carabobo
Cojedes
Delta Amacuro
Dependencias Federales
Distrito Capital
Falcón
Guárico
La Guaira (Vargas)
Lara
Mérida
Miranda
Monagas
Nueva Esparta
Portuguesa
Sucre
Táchira
Trujillo
Yaracuy
Zulia